# Osiedle Kazimierza Wielkiego (Gniezno)
Osiedle Kazimierza Wielkiego – osiedle mieszkaniowe na Winiarach, w północnej części Gniezna. Na terenie osiedla znajduje się kościół bł. Radzyma Gaudentego, szkoła podstawowa nr 12, Międzyszkolny Ośrodek Sportowy oraz niewielki staw. 

## Lokalizacja
Osiedle Kazimierza Wielkiego leży na północ od osiedla Władysława Łokietka, w sąsiedztwie ogródków działkowych oraz pól uprawnych. Obejmuje obszar wyznaczony ulicami: Gdańską (od wschodu) oraz Biskupińską, która opasa osiedle z pozostałych trzech stron. 